# 李檟
李檟（？年—？年），河南開封府許州人，軍籍。明朝政治人物。

## 生平
嘉靖四年（1525年）乙酉科河南鄉試舉人，五年（1526年）联捷丙戌科第二甲第十名進士。嘉靖十五年（1536年）官至平阳府知府。